# Воронежское областное училище культуры имени А. С. Суворина
Воронежское областное училище культуры имени А. С. Суворина — среднее профессиональное учебное заведение в городе Бобров Воронежской области, направленное на подготовку специалистов в области культуры и искусства.

## История
Учебное заведение основано в 1947 году, как культурно-просветительная школа. В настоящее время училище размещается в двух зданиях, одно из которых является объектом культурного наследия Российской Федерации регионального значения «Мужская гимназия XIX века», находящееся на улице 22 Января. До 1917 года в его подвалах находилась пивоварня, принадлежавшая польскому пивовару. В годы Великой Отечественной войны в здании находился военный госпиталь. У главного корпуса училища в 2008 году был открыт бюст русскому журналисту, книгоиздателю, писателю, театральному критику и драматургу А. С. Суворину — уроженцу Бобровского уезда.
В 2016 году училищу присвоено имя А. С. Суворина.

## Деятельность
Училище является единственным учебным заведением в области, которое готовит специалистов по специальностям:
- Музыкальное искусство эстрады
- Сольное и хоровое народное пение
- Инструментальное исполнительство
- Хоровое дирижирование
- Народное художественное творчество (театр, хореография, фото-видео)
- Социально — культурная деятельность
- Библиотековедение

За 1947–2016 годы в учебном заведении подготовлено более 9 тысяч специалистов.

## Известные выпускники
- Александр Токмаков — композитор, поэт, музыкант, заслуженный артист Российской Федерации.
- Александр Щербаков — певец, поэт, музыкант, основатель фолк-группы «Ярилов зной».